# لویس کوک (بازیکن فوتبال، زاده ۱۹۸۳)
لویس کوک (انگلیسی: Lewis Cook؛ زادهٔ ۲۸ دسامبر ۱۹۸۳) بازیکن فوتبال اهل انگلستان است.
از باشگاه‌هایی که در آن بازی کرده‌است می‌توان به باشگاه فوتبال ویموث، باشگاه فوتبال بیزینگ‌استوک تاون، باشگاه فوتبال وورتینگ، باشگاه فوتبال ای‌اف‌سی ویمبلدون، باشگاه فوتبال کینگستونیان، باشگاه فوتبال وایکام واندررز، باشگاه فوتبال بورم‌وود، باشگاه فوتبال استاینز تاون، باشگاه فوتبال لوس، باشگاه فوتبال میدنهد یونایتد، باشگاه فوتبال سنت نئوتز تاون، و باشگاه فوتبال هارو بورو اشاره کرد.